# Metamfetamin
A metamfetamin (INN: Methamphetamine) (metilamfetamin vagy dezoxiefedrin) pszichostimuláns pszichoaktív szer. Köznyelvi neve a "kristály" és a "meth" (utóbbi inkább amfetamin-szulfátot jelent). A nemzetközi addiktológiával foglalkozó pszichiáterek szakvéleménye szerint a metamfetamin a leginkább ártalmas diszkódrogok egyike. A világ legtöbb országában jogilag tiltott a drog bármilyen célú használata, mert már semmilyen gyógyászati hatást sem tulajdonítanak a szernek, de korábban Európában és Ázsiában is az efedrin helyettes szereként használták mint hivatalos gyógyszert. A világ egyes országaiban, például az USA-ban, korlátozott mértékben engedélyezett gyógyászati célú felhasználásra jelenleg is. (lásd: Desoxyn)
Illegális  pszichoaktív szerként, tabletták vagy por formájában forgalmazzák. A kristályos formáját pipából szívják. Por formában pedig orrba szippantva vagy feloldva, intravénásan is használják.
A metamfetamin a dopamin és adrenalin visszavételét gátolja a perifériás idegrendszer idegvégződésein, ezáltal szimpatomimetikus hatása van.
Mivel ingerli a mezolimbikus jutalmi idegútvonalat, eufóriát és izgalmi állapotot okoz, ami nagy eséllyel függőséghez vezet. A metamfetamin a vér-agy gáton átjutva az agyba kerül, ahol elindítja a noradrenalin-dopamin-szerotonin jelátviteli kaszkádot.
A szer használói kényszeres cselekvéseket végezhetnek, mint például a takarítás, kézmosás vagy tárgyak babrálása (szétszedés-összerakás). Elvonási tünetként túl nagy alvásigény, túlzott étvágy és depressziószerű tünetek, valamint a szer utáni sóvárgás és szorongás jelentkezhetnek.
Bebizonyosodott, hogy a metamfetamin hosszú távú alkalmazása emberek esetében agykárosodást okoz.  Ez a károsodás az agy szerkezetében és működésében bekövetkező változásokban nyilvánul meg. Többek között csökken a szürkeállomány mérete, valamint több agyi régió is károsodik a metabolikus markerek integritásában végbemenő változások következtében.

## Története
Az amfetamin-származékok már a 20. század első éveiben felbukkantak, és a harmincas évekre be is kerültek a széles körben használt stimulánsok közé. Használták őket narkolepszia ellen, a 40-es évektől pedig hiperaktív gyerekek kezelésére. A második világháborúban metamfetamint adagoltak a német tengeralattjárók legénységének, tankvezetőknek és pilótáknak, hogy kibírják a nagy megerőltetéssel járó, hosszú és idegtépő tengeri utakat és hogy alvási időt spóroljanak a folyamatos éberséggel. Más katonák is kaptak belőle, sőt maga Adolf Hitler is fogyasztotta a háború vége felé. A szert a világ legtöbb országában illegálisan használják kamionsofőrök, éjszakai műszakban dolgozó munkások, vizsgára készülő diákok.

## Orvosi felhasználása az USA-ban
Az amerikai Élelmiszer és Gyógyszer Felügyelet (FDA) az USA-ban engedélyezi speciális esetekben a metamfetamin orvosi felhasználását, exogén elhízás esetén (fogyási céllal, ha az életet is veszélyeztető mértékű elhízás oka a beteg által nem kontrollálható okokra vezethető vissza) felnőttek és gyerekek esetén egyaránt alkalmazható.
A metamfetamin Amerikában a Schedule II kategóriába tartozó drog, mely elismerten rendelkezik gyógyászati hatással is. Az Egyesült Államokban Desoxyn márkanéven kerül forgalomba, mint a narkolepszia és a hagyományos terápiára nem reagáló (terápia rezisztens) depresszió kezelésének alternatívájaként. Valamint olyan hiperaktív szindrómában szenvedő gyermekek esetén, akiknél ez a serkentő hatású drog paradox módon nyugtató hatást eredményez.

## Előfordulási formái, fogyasztása, lebomlása
Leggyakrabban fehér vagy színezett por alakjában fordul elő. Fogyasztható szájon át, felszippantható az orrba, elszívható és intravénásan is beadható. A szer kb. 4–6 órán keresztül tartózkodik a vérben. Egy órával az elfogyasztás után már megjelenik a vizeletben, és nyomai további egy héten keresztül kimutathatók. A szer mintegy fele változatlanul kerül a vizeletbe, így akár ki is vonható belőle újrahasznosítás céljából (volt már rá példa). Illegális szerként, kristálymet (Crystal Meth) néven is előfordul. Ezt a formáját efedrin vagy pszeudoefedrin tartalmú tablettákból készítik. Rendszerint szennyezett, előállítása veszélyes és káros a környezetre.

## Központi idegrendszerre gyakorolt hatás
A leggyakrabban megfigyelhető központi idegrendszeri tünetek: hiperérzékenység, nagyfokú nyugtalanság, álmatlanság, fogcsikorgatás, folyamatos, gyors beszéd, a pupillák kitágulása.
A hatás elmúlása után gyakori a fáradtság, a levertség és a depresszió. A metamfetamin nem mulasztja el a fáradtságot, csak későbbre tolja ki a pihenés idejét. Egyes használók szerint a szer fokozza a szexuális aktivitást, és rendkívüli mértékben megnyújtja az aktus időtartamát.

## A mentális tudatra gyakorolt hatás
Kisebb dózisok rendszerint euforikus érzéseket váltanak ki, emellett megfigyelhető az éberség, a tettrekészség növekedése, a környezeti ingerekre való nagyobb érzékenység, az előzetes unalom vagy fáradtság elenyészése, a jó hangulat. Hosszan tartó (több napos) használat esetén gyakoribbak a negatív reakciók: félelem, paranoid gondolatok, nyugtalanság, ingerültség, irracionális viselkedés, torzult látás, remegés, rosszullét, fejfájás, koncentrációs zavarok, szédülés, erős szívdobogás, szorongás, mellkasi fájdalmak, hidegrázás, székrekedés vagy más emésztési zavarok. Az asszociációs készség fokozódik, a diszkrimináció romlik.
A metamfetamin nem befolyásolja számottevően a mentális képességeket, sőt, egyszerű feladatoknál növelheti a végrehajtás hatékonyságát. Ha a szervezet kifárad a túlerőltetéstől (például több napos használatot követően), akkor már jelentkezhetnek az alváshiányból fakadó mentális zavarok, például hallási és vizuális hallucinációk vagy az emlékezés és az ítélőképesség zavarai.
Az önértékelés pozitív irányban tolódik el (mindenhatóság-érzés), ezért a felelős és reális ítélőképességet a szer ideiglenesen felfüggeszti.
Nagyobb dózisok pszichotikus reakciókat is kiválthatnak. A térbeli tájékozódási képesség gyakran megszűnik, a drog hatása alatt. Ebben az esetben mikor a szerhasználó szer hatása alatt gyakorlatilag "nem tudja hol van", ezért ismételten a félelmek, és gyanakvásos üldözéses tévképzetek által zavart, úgynevezett dezorientált paranoid pszichotikus állapotba kerülhet.
Az ítélőképesség és a térbeli tájékozódási képesség ideiglenes felfüggesztése miatt a szer hatása alatt álló egyének önmagukra veszélyes cselekedeteket hajthatnak végre. Például nem tudják megítélni, hogy a mínusz 20 fokos kinti hőmérsékletben egy fűtetlen autóban aludva halálra fagyhatnak éjszaka.

## Fiziológiai hatás
A drog hatása felszippantás esetén pár másodperctől néhány percig terjedő idő alatt jelentkezik, a pontos időtartam függ mind a dózistól, mind a használó drogra való érzékenységétől. A hatás teljes időtartama szintén dózisfüggő, átlagosan 4–8 óra. A szer olyan reakciókat vált ki, mintha hirtelen stressz érte volna az egyént, csak ez a stressz nem múlik el olyan hamar.
Az asszociációs készség fokozódik, a diszkrimináció romlik. Perifériásan gyakori a gyors szívverés, verejtékezés, szédülés. A metamfetamin beszűkíti a vérereket, ezáltal emelkedhet a vérnyomás, lassulhat az emésztés, kiszáradhat a száj, illetve általános dehidratáció léphet fel. A drog elnyomja az étvágyat, ezért sokáig közkedvelt volt mint fogyókúrás szer. Gyakori speedfogyasztókon általában megfigyelhető a testsúly csökkenése. A szer hatására bekövetkezhet hirtelen szívhalál, és egyéb szív és érrendszert érintő károsodás is.

## Mellékhatások
A metamfetamin fiziológiai hatásai közé tartozik az étvágycsökkenés, a hiperaktivitás, kitágult pupillák, kipirosodott bőr, túlzott izzadás, fokozódó mozgáskésztetés, szájszárazság, állkapocs feszülése, a fogak fokozott romlása, fejfájás, szabálytalan szívverés (szapora vagy lassú szívverés), gyors légzés, magas vagy alacsony vérnyomás, emelkedett testhőmérséklet, hasmenés vagy székrekedés, homályos látás, szédülés, izomrángás, zsibbadás, remegés, száraz bőr, akne és sápadtság.

### Hosszú távú hatások
A drog hosszú távú fogyasztása gyakran okoz észrevehető változásokat a droghasználó személyiségében (maguk a drogfogyasztók ritkán veszik ezt észre). Az életvitel megváltozásának kísérőjelenségei mellett megnövekedhet a használó agresszivitásra való hajlama, ingerlékenyebbé válhat, érzelmileg elszegényedhet. A testi tünetek tekintetében a rendszeres használat esetén cukorbetegség, látásromlás, illetve a vakság alakulhat ki.

### Fogászati károsodás

"Met-száj"

A metamfetamin-használat jellegzetes fogászati mellékhatása közé tartozik a fogak extrém mértékű szuvasodása, amelyet a fogászati szakirodalomban „met szájnak” (Meth Mouth-nak) neveznek.

### Szív- és érrendszeri hatások
A rendszeres metamfetamin fogyasztás növeli az olyan szív és érrendszeri betegségek kialakulásának esélyét mint a szívelégtelenség és a magas vérnyomás.

### Pszichiátriai betegségek
A szert szedők körében jellemzően mániás depresszióra emlékeztető tünetek alakulnak ki. Folyamatos droghasználat akár hetekig tartó inszomniát, elalvási képtelenséget okozhat, mely hozzájárulhat pszichotikus zavar (elmezavar) kialakulásához. A metamfetaminfüggő személyek közül átlagosan minden negyedik személy öngyilkosságot követ el.

## Tolerancia, függőség
A speeddel szemben gyorsan kiépül a tolerancia, az egyszeri alkalommal kipróbálók átlagosan 60%-a szokott függővé válni. Idővel egyre több kell a szerből ugyanazon hatás eléréséhez. Szélsőséges fogyasztók naponta akár több ezer milligrammot is elviselnek (vénásan). Fizikai függőség nem alakul ki, ezzel szemben magas az igen erős pszichikai függőség kialakulásának az esélye.
Ha idült fogyasztóktól megvonják a szert, ólmos fáradtság, levertség, depresszió, kimerültség lesz úrrá rajtuk, farkaséhség, szívpanaszok, esetleges bélgörcsök, letargia, érzelmi lehangoltság kíséretében.